# اجتياح المدرج

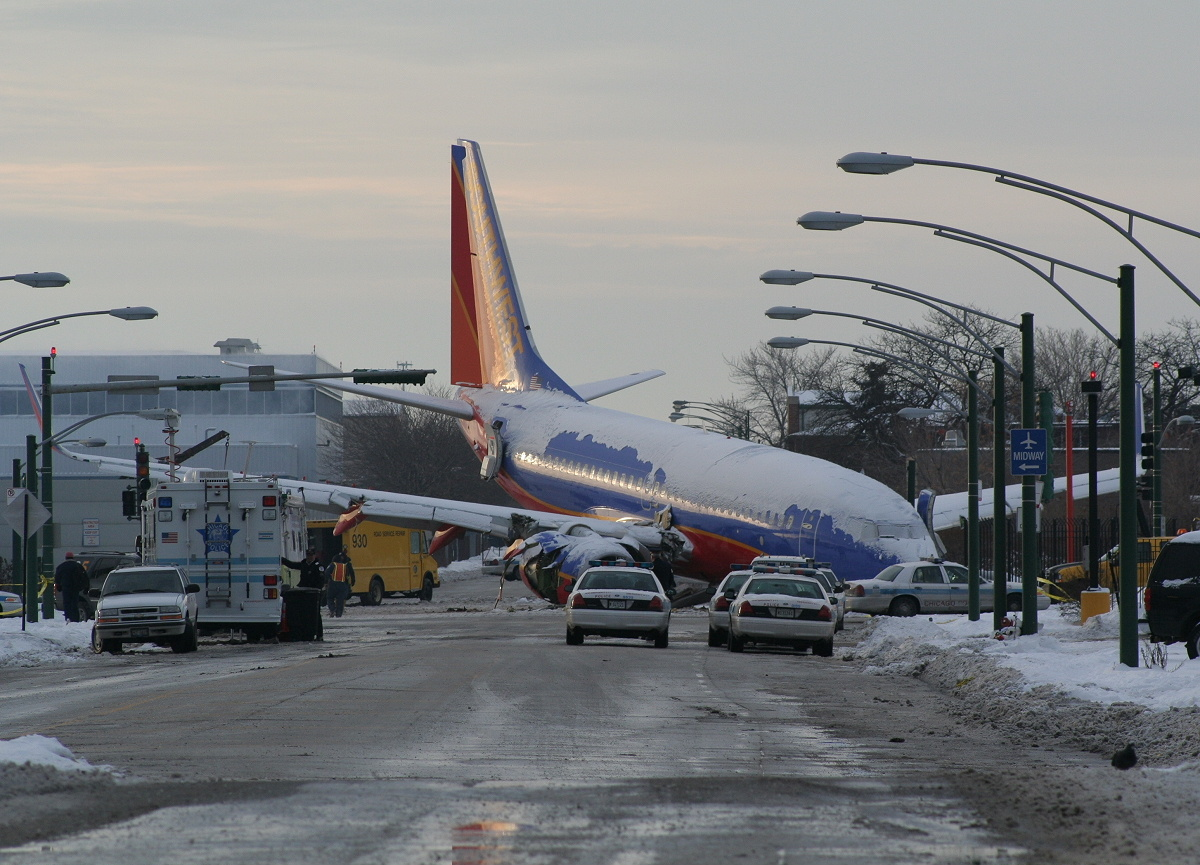
رحلة الخطوط الجوية الجنوبية الغربية رقم 1248 بعد رحلة على المدرج في مطار شيكاغو ميدواي.

اجتياح المدرج أو حادث مدرج أو انحراف المدرج (runway excursion) هي حادثة تتعلق بسلامة المدرج حيث تقوم الطائرة بمخرج غير مناسب من المدرج. يشمل اجتياح المدرج تجاوز المدرج (runway overruns)، حيث لا تستطيع الطائرة التوقف قبل أن تصل إلى نهاية المدرج. يمكن أن يحدث اجتياح المدرج بسبب خطأ من الطيار أو سوء الأحوال الجوية أو خطأ في الطائرة.
وفقًا لمؤسسة سلامة الطيران، اعتبارًا من عام 2008، كانت اجتياحات المدرج هي النوع الأكثر شيوعًا لحوادث الهبوط، قبل توغل المدرج قليلاً. بالنسبة لحوادث المدارج المسجلة بين عامي 1995 و 2007، فإن 96٪ من حوادث المدارج و 80٪ من الحوادث التي أدت إلى وفيات تضمنت رحلات على المدارج.

## الإدارة والوقاية
تركز الجهود المبذولة لمعالجة اجتياح المدرج إما على منع اجتياح المدرج، أو على تقليل مقدار الضرر أو الإصابة التي تسببها اجتياح المدرج. في الفئة الأخيرة، قد يضع منظمو سلامة الطيران معايير مثل الحد الأدنى من مناطق سلامة المدارج التي تهدف إلى إتاحة الوقت والمسافة الكافيين لتوقف الطائرة في حالة حدوث اجتياح المدرج.

### توسيع المدرج وامتداده
يتمثل أحد الجوانب الرئيسية لمنع اجتياح المدرج على المدارج في توفير مدارج بطول وعرض كافيين لاستيعاب الطائرات المستخدمة في المطار. في الستينيات من القرن الماضي، تطلب ظهور الطائرات النفاثة مثل بوينغ 707، التي تعمل بسرعات أعلى بما في ذلك عند الإقلاع والهبوط مقارنة بالطائرات التي تعمل بالمروحة السابقة، مدارج أطول. في منتصف الستينيات، اقترحت إدارة الطيران الفيدرالية (FAA) زيادة متطلبات الحد الأدنى لطول المدرج بمقدار 800 قدم (240 م) في جميع المطارات الأمريكية مع خدمة الطائرات النفاثة التي تمتد حتى 1,200 قدم (370 م) الأقدام في ظروف المطر أو الثلج. ومع ذلك، كانت هذه المتطلبات قد استلزم بناء مد مدارج أو حتى بناء مطارات جديدة في بعض المدن. بعد استجابة صناعية قوية، سحبت إدارة الطيران الفيدرالية (FAA) الاقتراح وبدلاً من ذلك طلبت فقط زيادة بنسبة خمسة عشر في المائة إلى الحد الأدنى لطول المدرج أثناء ظروف الهبوط الرطب أو الزلق.
يمكن أن يستلزم منع اجتياح المدرج على المدارج بناء مطارات جديدة، عندما لا يكون هناك مجال لتوسيع مدارج الطائرات الحالية. في يوليو 1965، اجتاحت رحلة الخطوط الجوية القارية رقم 12 (طائرة بوينغ 707) المدرج أثناء هبوطها تحت الأمطار والرياح العاتية في مطار كانساس سيتي المحلي. استبعد المحققون خطأ الطيار، وقرروا أنه كان من المستحيل إيقاف الطائرة على طول المدرج المتاح. تمديد 7,000 قدم (2,100 م) لم يكن المدرج ممكنًا بسبب قيود المساحة المحيطة بالمطار الحضري، وتمت الموافقة على البناء في مطار كانساس سيتي الدولي شمال المدينة في العام التالي، وافتتح في عام 1972 مع مدارج 9,500 قدم (2,900 م) و 9,000 قدم (2,700 م) في الطول.

### نظام حاجز المواد المصممة هندسيًا
قد تفتقر المطارات مثل مطار لاغوارديا في كوينز، نيويورك، إلى مساحة كافية للوفاء بمعايير منطقة أمان المدرج. نتيجة لذلك، في التسعينيات، بدأت إدارة الطيران الفيدرالية (FAA) في إجراء بحث حول التكنولوجيا الجديدة لإيقاف الطائرات بسرعة في أقل من 1,000 قدم (300 م). في حالة تجاوز المدرج.
تم تطوير نظام مانع المواد المصممة هندسيًا (EMAS) كمواد تمتص طاقة عالية يمكن تثبيتها كسطح خلف نهاية المدارج، والتي تم تصميمها للانهيار تحت وطأة وزن الطائرة (امتصاص الطاقة وإبطاء الطائرة في هذه العملية) في حالة التجاوز. تم تركيب نظام «ايماس» (EMAS) في مطار لاغوارديا بدءًا من 2005 وينتهي في 2015. في أكتوبر 2016، اجتاحت طائرة بوينغ 737 على متنها 37 شخصًا، بما في ذلك المرشح الجمهوري لمنصب نائب الرئيس مايك بنس، المدرج أثناء هبوطها في لاغوارديا. يرجع الفضل إلى (EMAS) في إيقاف الطائرة بأمان وبدون وقوع أضرار جسيمة أو إصابات.
اعتبارًا من ديسمبر 2020، تم تثبيت نظام (EMAS) في أكثر من 100 موقع نهاية مدرج في أكثر من 50 مطارًا تجاريًا في الولايات المتحدة، وأوقف بأمان 15 طائرة متورطة في تجاوز المدارج.

### تكنولوجيا أنظمة الطيران
تعمل شركة إيرباص على تطوير نظام منع تجاوز المدرج، وهو تقنية أنظمة طيران تهدف إلى منع تجاوز المدارج من خلال زيادة وعي الطيارين بالظروف وتعزيز الأتمتة أثناء عمليات الهبوط.

## أبرز حالات اجتياح المدرج
كما هو مذكور أعلاه، فإن حالات اجتياح المدرج تحدث بشكل متكرر سنويًا. تتضمن القائمة التالية حالات اجتياح المدرجات والتي تعتبر ملحوظة لأنها أسفرت عن وفيات أو تدمير الطائرة أو تغييرات أو تحسينات جوهرية في سلامة الطيران.
| الحدث                              | السنة | الموقع                                                                 | الوصف |
| ---------------------------------- | ----- | ---------------------------------------------------------------------- | --- |
| تاب برتغال الرحلة 425              | 1977  | مطار كريستيانو رونالدو، البرتغال                                       | اجتاحت طائرة من طراز بوينغ 727 تعمل بالخدمة مدرج المطار قبل أن تصطدم بالشاطئ القريب وتنفجر، مما أسفر عن مقتل 131 شخصًا من بين 164 شخصًا كانوا على متنها. لا يزال الحادث المميت الوحيد لشركة تاب في تاريخها. كان المدرج يبلغ طوله 1600 متر (5249 قدم) وقت وقوع الحادث. سيتم تمديده في عام 1986 إلى 1800 م (5906 قدم) ومرة أخرى في عام 2000 إلى 2781 م (9124 قدمًا). |
| China Airlines Flight 605          | 1993  | مطار كاي تاك، هونغ كونغ البريطانية                                     | لتجنب تجاوز المدرج والاصطدام بنظام ضوء ال، قام قبطان طائرة بوينغ 747-400 عن عمد بتحويل الطائرة عن الجانب الأيسر من المدرج إلى ميناء فيكتوريا. لم يقتل أحد، لكن الطائرة شُطبت لخسارة بدن الطائرة. |
| Philippine Airlines Flight 137     | 1998  | Bacolod City Domestic Airport، باكولود، الفلبين                        | اجتاحت طائرة إيرباص إيه 320-214 المدرج بسبب خطأ طيار وتحطمت في منطقة سكنية. ولم يسقط قتلى من بين 130 راكبا وطاقم الطائرة على متنهالكن ثلاثة اشخاص قتلوا على الارض واصيب كثير من الجرحى. تم شطب الطائرة كخسارة. |
| رحلة لابا 3142                     | 1999  | ايروبارك خورخي نيوبري [الإنجليزية]، بوينس آيرس، الأرجنتين              | اجتاحت طائرة بوينغ 737-204 سي المدرج بعد أن حاول الطيارون بطريق الخطأ الإقلاع مع تراجع القلابات. انطلقت الطائرة عبر طريق سريع، واصطدمت بسيارة، قبل أن تصطدم بمعدات بناء واشتعلت فيها النيران، مما أسفر عن مقتل 63 شخصًا من بين 100 شخص كانوا على متنها، بالإضافة إلى شخصين على الأرض، وإصابة 3 على الأرض أيضًا.                                                   |
| الخطوط الجوية الأمريكية رحلة 1420  | 1999  | مطار ليتل روك الدولي، ليتل روك (أركنساس)، U.S.                         | اجتاحت طائرة من طراز ماكدونل دوغلاس إم دي-82 المدرج، وتحطمت في هيكل إضاءة لااقترب، وتحطمت، مما أسفر عن مقتل 11 من ركابها البالغ عددهم 145. |
| Southwest Airlines Flight 1455     | 2000  | Bob Hope Airport، بربانك (كاليفورنيا)، U.S.                            | هبطت طائرة من طراز بوينغ 737-300 بسرعة كبيرة ولم تتمكن من التوقف على المدرج الرطب، وتحطمت بعد عبر السور المحيط وتوقفت بالقرب من محطة وقود. نجا الجميع، ولكن تم شطب الطائرة بسبب الأضرار التي لحقت بالبدن. |
| ليون إير الرحلة 583                | 2004  | Adisumarmo International Airport، سوراكارتا، إندونيسيا                 | أثناء الهبوط في طقس رطب، اجتاحت طائرة ماكدونل دوغلاس إم دي-80 المدرج بسبب الانزلاق المائي وضعف أداء فرملة الطائرات. بعد مغادرة المدرج، اصطدمت الطائرة بجسر وانقسمت إلى قسمين. قُتل 25 من أصل 153 شخصًا كانوا على متنها. |
| Southwest Airlines Flight 1248     | 2005  | مطار ميدواي الدولي، شيكاغو، إلينوي، U.S.                               | اجتاحت طائرة بوينغ 737-700المدرج أثناء هبوطها في عاصفة ثلجية وتحطمت في حركة مرور السيارات، مما أسفر عن مقتل شخص واحد على الأرض. |
| الخطوط الجوية الفرنسية الرحلة 358  | 2005  | مطار تورونتو بيرسون الدولي، تورونتو، كندا                              | اجتاحت طائرة إيرباص إيه 340 نهاية المدرج واستقرت في واد. أصيب 43 شخصًا، ودمرت الطائرة بنيران نشبت بعد تحطمها. |
| خطوط إس7 الرحلة 778                | 2006  | Irkutsk International Airport، إيركوتسك، روسيا                         | تجاوزت طائرة إيرباص إيه 310 المدرج واصطدمت بحاجز خرساني بسرعة عالية، مما تسبب في تحطم الطائرة وإشعال حريق هائل. قتل 125 من الركاب 203. |
| Garuda Indonesia Flight 200        | 2007  | Adisutjipto International Airport، يوغياكارتا (محافظة خاصة)، إندونيسيا | أثناء الهبوط، غادرت طائرة بوينغ 737-400 المدرج وتحطمت في حقل أرز واشتعلت فيها النيران. من بين 140 راكبا، قتل 21. |
| خطوط تام الجوية الرحلة 3054        | 2007  | مطار كونغونهاس الدولي، ساو باولو، البرازيل                             | اجتاحت طائرة إيرباص إيه 320 المدرج أثناء هبوطها تحت المطر، واصطدمت بمستودع. قُتل جميع من كانوا على متنها وعددهم 187 شخصًا، و 13 شخصًا على الأرض. |
| Sriwijaya Air Flight 62            | 2008  | مطار السلطان طه سيف الدين، جمبي                                        | اجتاحت طائرة بوينغ 737-200 المدرج بسبب عطل هيدروليكي بالطائرة واصطدمت بمنزل. لم يسفر عن سقوط قتلى من ركاب الطائرة وطاقمها البالغ عددهم 130 شخصا لكن شخصا واحدا داخل منزل قتل. تعرضت الطائرة لأضرار جسيمة وتم شطبها. |
| الخطوط الجوية الأمريكية الرحلة 331 | 2009  | مطار نورمان مانلي الدولي، كينغستون                                     | هبطت طائرة بوينغ 737-800 تحت المطر ورياح خلفية على بعد أكثر من 4000 قدم من بداية المدرج. غير قادر على التوقف في المسافة المتبقية، تحطمت على الصخور بالقرب من الخط الساحلي. لم يقتل أحد، لكن أصيب 85 شخصًا ودمرت الطائرة. |
| طيران الهند إكسبريس الرحلة 812     | 2010  | مطار مانغالور الدولي ‏، مانغلور، الهند                                  | تجاوزت طائرة بوينغ 737-800نهاية المدرج، مرت عبر سرير حاجز رملي بطول 300 قدم (91 مترًا) يُقصد به حماية الطائرت، ثم انزلقت على منحدر تل شديد الانحدار. وقتل 158 من بين 166 راكبا. |
| Caribbean Airlines Flight 523      | 2011  | Cheddi Jagan International Airport، جورج تاون                          | اجتاحت طائرة بوينغ 737-800 المدرج أثناء محاولتها الهبوط في طقس ممطر. نجا جميع الركاب، لكن الطائرة أصيبت بأضرار لا يمكن إصلاحها وأصيب سبعة أشخاص. |
| Pرحلة طيران بيغاسوس رقم 523        | 2018  | مطار طرابزون الدولي، طرابزون، تركيا                                    | انحرفت طائرة من طراز بوينغ 737-800 عن الجانب الأيسر من المدرج أثناء الهبوط وانزلقت أسفل منحدر، وتوقفت قبل الوصول إلى الماء. لم يقتل أحد، لكن الطائرة دمرت. |
| رحلة طيران بيغاسوس رقم 2193        | 2020  | مطار صبيحة كوكجن الدولي، إسطنبول، تركيا                                | اجتاحت طائرة من طراز بوينغ 737-800 المدرج أثناء هبوطها وسط هطول أمطار غزيرة ورياح شديدة، وانقسمت إلى عدة قطع. قُتل 3 من أصل 183 شخصًا كانوا على متنها. |
| طيران الهند إكسبريس الرحلة 1344    | 2020  | مطار كاليكوت الدولي، كيرلا، الهند                                      | اجتاحت طائرة من طراز بوينغ 737-800 مدرج سطح الطاولة، وانزلقت من نهاية المدرج واصطدمت بأخدود. كانت الطائرة تحمل 190 شخصًا من بينهم 6 من أفراد الطاقم. وقتل في الحادث 21 شخصا بينهم طياران. |